# Габаев, Василий Давидович

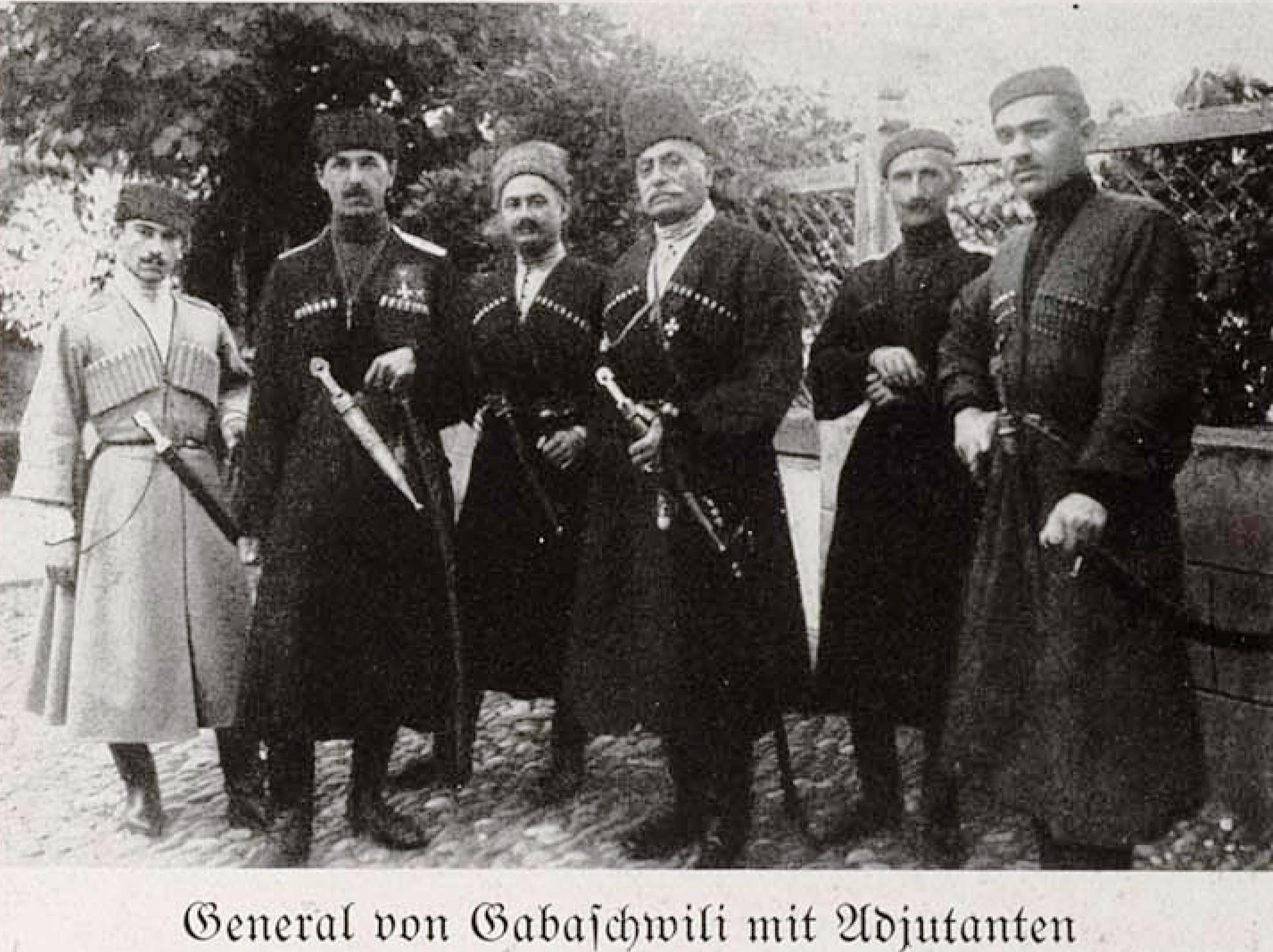
Габаев со своими адъютантами

Василий Давидович Габаев или Василий Габашвили (груз. ვასილ გაბაშვილი ; 1853—1933) — российский и грузинский военачальник. Генерал-лейтенант.

## Биография
Родился 30 марта (11 апреля по новому стилю) 1853 года.
Общее образование получил в Тифлисской классической гимназии.
В службу вступил 2 декабря  1869 года в 77-й пехотный Тенгинский полк 20-й пехотной  дивизии. 4 февраля 1875 года окончил Тифлисское пехотное юнкерское училище с производством в прапорщики.
Участник Русско-турецкой войны 1877—1878 гг.. Подпоручик с 1 мая 1877 года. Награждён орденом Святого Станислава 3-й степени с мечами и бантом. С 25 августа 1878 года поручик. Награждён орденом Святой Анны 3-й степени с мечами и бантом.
В 1880 году награждён орденом Святого Владимира 4-й степени с мечами и бантом. Штабс-капитан с 17 февраля 1881 года. В 1883 году награждён орденом Святого Станислава 2-й степени. Капитан с 3 февраля 1888 года.
C 26 февраля 1895 года подполковник. C 26 декабря 1897 года состоял по армейской пехоте при войсках Кавказского военного округа. В 1898 году награждён орденом Святой Анны 2-й степени.
12 февраля 1901 года за отличие по службе произведён в полковники, а 20 мая назначен командиром 1-го Кавказского стрелкового батальона 1-й Кавказской стрелковой бригады. С 26 марта 1904 года командир 79-го Куринского пехотного полка. В 1906 году награждён орденом Святого Владимира 3-й степени.
С 19 февраля 1908 года командующий 1-й бригадой Кавказской гренадерской дивизии. 28 ноября 1908 года произведён в генерал-майоры с утверждением в должности. В 1911 году награждён орденом Святого Станислава 1-й степени.
В 1913 году был произведён в генерал-лейтенанты с увольнением от службы с мундиром и пенсией. После начала мировой войны 3 сентября 1914 года возвращён на службу чином генерал-лейтенанта с назначением командующим 3-й Кавказской стрелковой бригадой. Высочайшим приказом от 17 мая 1915 года удостоен ордена Святого Георгия 4-й степени. С 5 июля 1915 года по август 1916 года командир Кавказской гренадерской дивизии.
В период с 1916 по 1917 годы являлся военным комендантом Тифлиса, в конце 1917 г. был назначен командиром вновь созданного Грузинского армейского корпуса. Сохранил высший военный пост в период существования Грузинской Демократической Республики, но вышел в отставку после установления в Грузии советской власти в 1921 году.
Умер 17 марта 1933 года в Тифлисе.

## Награды
- Орден Св. Станислава 3-й степени с мечами и бантом (1877);
- Орден Св. Анны 3-й степени с мечами и бантом (1878);
- Орден Св. Владимира 4-й степени (1880);
- Орден Св. Станислава 2-й степени (1883);
- Орден Св. Анны 2-й степени (1898);
- Орден Св. Владимира 3-й степени (1906);
- Орден Св. Станислава 1-й степени (1911);
- мечи к ордену Св. Станислава 1-й степени (1915);
- Орден Св. Георгия 4-й степени (№ 3489; 17 мая 1915)
- Орден Св. Анны 1-й степени с мечами (1916).
- Георгиевское оружие (ПАФ 8 октября 1917).